# Gerd Backhaus
Gerd Backhaus (n. 8 septembrie 1942, Germania) este un fotbalist german, medaliat olimpic. A participat la o ediție a Jocurilor Olimpice (1964) în care a câștigat o medalie de bronz.

## Participări
Lista de mai jos prezintă principalele competiții la care a participat Gerd Backhaus de-a lungul carierei.
- football at the 1964 Summer Olympics[*]